# Милоновка
Милоновка — деревня в Томском районе Томской области России. Входит в состав Воронинского сельского поселения. Население 2 чел. (2021) .

## География
Находится на востоке региона, в лесной местности,
Географическое положение
Расстояние до
центра поселения д. Воронино: 18 км.
областного и районного центра г. Томск: 28 км.

## История
Посёлок Семилуженской волости Томской губернии Милоновский (первоначальное наименование) был основан русскими крестьянами-переселенцами с осени 1908 или начала 1909 года. После образования посёлка сюда продолжали приезжать новые семьи крестьян. Первыми сюда переселились семьи из Могилёвской губернии, в частности, — семьи Слепаковых, Голушковых, Барыгиных, Сыренковых, Казаковых, Кизеевых. Название поселения связывают с одним из губернских чиновников, Милоновым, который занимался вопросами переселенческих пунктов и определял место для переселенцев из Западной России.
С установлением советской власти в 1920 году был образован Милоновский сельсовет Семилуженской волости Томского уезда Томской губернии, куда входила посёлок Милоновка и рядом расположенная деревня Николаевка.
В 1925 году посёлок Милоновка, как и весь Милоновский сельсовет, входит в состав Томского района Томского округа Сибирского края РСФСР.
В 1930 году Милоновский сельсовет (вместе с Милоновкой) — в составе Томского района Томского округа Западно-Сибирского края РСФСР, а 28 июня 1930 года — в составе Семилуженского сельсовета.
В период 1930-х… 1950-х гг. в селении стали жить вольно или невольно люди (и их семьи), переселённые из западных регионов СССР, значительно увеличилось среди жителей число белорусов, а также появились на короткий срок семьи ссыльных спецпереселенцев из Латвийской и Литовской союзных республик Советского Союза: селение вошло в список региональных населённых пунктов с большой долей белорусского этноса среди резидентов. 
20 января 1935 года Милоновка, Семилуженский сельсовет, часть Томского округа, передаются в состав вновь созданного Туганского района. Теперь деревня Милоновка в составе Семилуженского сельсовета Туганского района Томского округа ЗапСиб-края РСФСР.
На начало Великой Отечественной войны Милоновка входила в состав Туганского района, в Семилуженский сельсовет.
С 1937 по 1944 гг. Семилуженский сельский совет (в том числе Милоновка) в составе Новосибирской области.
С образованием Томской области в 1944 г. Семилуженский сельский совет (в том числе д. Милоновка) и исполком входят в состав Туганского района Томской области.
С 1962 г. д. Милоновка, как и весь Семилуженский сельский совет, становится частью Томского района Томской области.
26 марта 1992 г. сельсовет упразднен, а его функции переданы Семилуженской сельской администрации Томского района Томской области.
В соответствии с Постановлением Главы администрации Томского района № 68 от 14.04.1997 года «О реформировании органов местного самоуправления на территории Томского района» д. Омутное вошла в Воронинский сельский округ, образованный в 1997 году в границах Семилуженской сельской администрации.
В соответствии с Законом Томской области от 12 ноября 2004 года № 241-ОЗ деревня вошла в муниципальное образование Воронинское сельское поселение.

## Население
| 2002 | 2008 | 2009 | 2010 | 2011 | 2012 | 2013 | 2014 | 2015 |
| ---- | ---- | ---- | ---- | ---- | ---- | ---- | ---- | ---- |
| 12   | ↘4   | ↗5   | ↘3   | →3   | ↘2   | →2   | →2   | →2   |
| 2021 |      |      |      |      |      |      |      |      |
| →2   |      |      |      |      |      |      |      |      |

## Инфраструктура
Было развитое сельское хозяйство. В 1944 в Милоновке  организована Сельхозартель им. Андреева, переименованная в колхоз имени Андреева. Колхоз был разукрупнён  в 1959 году.
Фермерство, дачное хозяйство.

## Транспорт
Грунтовая дорога Семилужки (Иркутский тракт) — Александровское / Октябрьское (Итатская трасса).